# Vanessa Kirby
Vanessa Nuala Kirby (Londra, 18 aprile 1988) è un'attrice britannica.
Ha raggiunto la fama internazionale per la sua interpretazione della principessa Margaret nella prima e seconda stagione della serie televisiva The Crown, per la quale ha ottenuto una candidatura al Premio Emmy per la miglior attrice non protagonista in una serie drammatica e ha vinto il British Academy Television Award come miglior attrice non protagonista.
Ha ricevuto il plauso della critica per la sua interpretazione nel film Pieces of a Woman (2020), per il quale si è aggiudicata la Coppa Volpi per la migliore interpretazione femminile al Festival del cinema di Venezia e la candidatura ai BAFTA in qualità di migliore attrice protagonista, ai Critics' Choice Awards come migliore attrice, agli Screen Actors Guild Award come migliore attrice cinematografica, ai Golden Globe come migliore attrice in un film drammatico e al Premio Oscar come migliore attrice protagonista.
Nel 2025 è stata protagonista del film del Marvel Cinematic Universe, I Fantastici Quattro - Gli inizi, diretto da Matt Shakman, in cui ha interpretato il personaggio dei Fantastici Quattro di Sue Storm / Donna Invisibile.

## Biografia
Vanessa Kirby nasce e cresce nel quartiere londinese di Wimbledon. Suo padre è un urologo, mentre sua madre è la fondatrice della rivista Country Living. Tra gli amici di famiglia ci sono Vanessa e Corin Redgrave. Ha studiato alla Lady Eleanor Holles School di Hampton per poi laurearsi in lettere all'Università di Exeter. Comincia la sua carriera teatrale all'Octagon Theatre Bolton nel 2009 grazie al regista David Thacker recitando in opere di Arthur Miller, Henrik Ibsen e William Shakespeare. Recita poi al National Theatre come Isabella in Women Beware Women di Thomas Middleton diretta da Marianne Elliott a fianco di Harriet Walter e di Harry Melling.
Nel 2011 Kirby fa il suo debutto televisivo nella serie della BBC: The Hour, dove collabora con Ben Whishaw, Dominic West, e Romola Garai. Recita poi nella miniserie Grandi speranze assieme a Ray Winstone, Gillian Anderson e Douglas Booth. Nel 2013 è protagonista della miniserie Labyrinth, diretta da Christopher Smith e con la collaborazione di Ridley Scott ispirata all'omonimo romanzo di Kate Mosse. Ha un ruolo poi in Charlie Countryman deve morire con Shia LaBeouf e Mads Mikkelsen e recita in Questione di tempo di Richard Curtis nel ruolo della migliore amica della protagonista.
Sempre nel 2013 Kirby ritorna al National Theatre nella parte della regina Isabella nell'Edoardo II. Nell'estate del 2014 interpreta Stella in Un tram che si chiama Desiderio a fianco di Gillian Anderson e Ben Foster, ruolo che le vale il premio come miglior attrice non protagonista al Whatsonstage Awards 2014. Successivamente ha recitato in Jupiter, con Mila Kunis e Channing Tatum, e in Everest, con Jake Gyllenhaal, Josh Brolin e Keira Knightley. Nel maggio del 2015 è scelta per interpretare il ruolo della principessa Margaret nella serie The Crown prodotta da Netflix, scritta da Peter Morgan e diretta da Stephen Daldry, recitando assieme a Matt Smith e Claire Foy.
Nel 2025 è tra i protagonisti del film del Marvel Cinematic Universe I Fantastici Quattro - Gli inizi, reboot della serie di film sul gruppo di supereroi Marvel dei Fantastici Quattro, in cui interpreta il ruolo di Sue Storm / Donna Invisibile, al fianco di Pedro Pascal (Daniel Richards / Mister Fantastic) e in cui rappresenta una sorta di "centro morale" del gruppo.

## Filmografia

### Attrice

#### Cinema
- Love/Loss, regia di Guy Daniels (2010)
- Wasteland, regia di Rowan Athale (2012)
- Nora, regia di Carrie Cracknell - cortometraggio (2012)
- Charlie Countryman deve morire (The Necessary Death of Charlie Countryman), regia di Fredrik Bond (2013)
- Questione di tempo (About Time), regia di Richard Curtis (2013)
- Insomniacs, regia di Charles Chintzer Lai - cortometraggio (2014)
- Queen & Country, regia di John Boorman (2014)
- National Theatre Live: A Streetcar Named Desire, regia di Benedict Andrews e Nick Wickham (2014)
- Off the Page: Devil in the Detail, regia di Christopher Haydon - cortometraggio (2014)
- The Exchange, regia di Rankin - cortometraggio (2014)
- Jupiter - Il destino dell'universo (Jupiter Ascending), regia di Lana e Lilly Wachowski (2015)
- Bone in the Throat, regia di Graham Henman (2015)
- Everest, regia di Baltasar Kormákur (2015)
- Genius, regia di Michael Grandage (2016)
- Kill Command, regia di Steven Gomez (2016)
- Io prima di te (Me Before You), regia di Thea Sharrock (2016)
- Mission: Impossible - Fallout, regia di Christopher McQuarrie (2018)
- National Theatre Live: Julie, regia di Carrie Cracknell e Matthew Amos (2018)
- L'ombra di Stalin (Mr. Jones), regia di Agnieszka Holland (2019)
- Fast & Furious - Hobbs & Shaw (Fast & Furious Presents: Hobbs & Shaw), regia di David Leitch (2019)
- Pieces of a Woman, regia di Kornél Mundruczó (2020)
- Il mondo che verrà (The World to Come), regia di Mona Fastvold (2020)
- Italian Studies, regia di Adam Leon (2021)
- The Son, regia di Florian Zeller (2022)
- Mission: Impossible - Dead Reckoning, regia di Christopher McQuarrie (2023)
- Napoleon, regia di Ridley Scott (2023) - Josephine Bonaparte
- Eden, regia di Ron Howard (2024)
- I Fantastici Quattro - Gli inizi (The Fantastic Four: First Steps), regia di Matt Shakman (2025) - Sue Storm / Donna Invisibile
- La notte arriva sempre (Night Always Comes), regia di Benjamin Caron (2025)

#### Televisione
- The Hour – serie TV, episodi 1x01-1x02-1x04 (2011)
- Grandi speranze (Great Expectations) – miniserie TV (2011)
- Labyrinth – miniserie TV (2012)
- Poirot (Agatha Christie's Poirot) – serie TV, episodio 13x01 (2013)
- Il servo di scena (The Dresser), regia di Richard Eyre – film TV (2015)
- Played, regia di Christine Gernon - film TV (2015)
- The Frankenstein Chronicles – serie TV, 7 episodi (2015-2017)
- The Crown – serie TV, 18 episodi (2016-2022) - Principessa Margaret

#### Pubblicità
- Cartier La Panthère, regia di Nathalie Canguilhem (2023)

### Produttrice
- Italian Studies, regia di Adam Leon (2021)
- Foudre, regia di Carmen Jaquier (2022)
- La notte arriva sempre (Night Always Comes), regia di Benjamin Caron (2025)

## Radio
- The Strange Case - serie di podcast (2024)

## Teatro
- Erano tutti miei figli di Arthur Miller. Octagon Theatre di Londra (2010)
- Spettri di Henrik Ibsen. Octagon Theatre di Londra (2010)
- Sogno di una notte di mezza estate di William Shakespeare. Octagon Theatre di Londra (2010)
- Come vi piace di William Shakespeare. West Yorkshire Playhouse di Leeds (2010)
- Donne attente alle donne di Thomas Middleton. National Theatre di Londra (2011)
- The Acid Test di Anya Reiss. Royal Court Theatre di Londra (2011)
- Tre sorelle di Anton Čechov. Young Vic di Londra (2012)
- Edoardo II di Christopher Marlowe. National Theatre di Londra (2013)
- Un tram che si chiama Desiderio, di Tennessee Williams. Young Vic di Londra (2014)
- Zio Vanja di Anton Čechov. Almeida Theatre di Londra (2016)
- Un tram che si chiama Desiderio di Tennessee Williams. St. Ann's Warehouse di New York (2016)
- Julie di Polly Stenham. National Theatre di Londra (2018)

## Riconoscimenti (parziale)
- Premio Oscar
  - 2021 – Candidatura alla miglior attrice per Pieces of a Woman
- Golden Globe
  - 2021 – Candidatura alla miglior attrice in un film drammatico per Pieces of a Woman
- Mostra del cinema di Venezia
  - 2020 – Coppa Volpi per la migliore interpretazione femminile per Pieces of a Woman
- Premio BAFTA
  - 2017 – Candidatura alla miglior attrice non protagonista per The Crown
  - 2018 – Migliore attrice non protagonista per The Crown
  - 2021 – Candidatura alla miglior attrice protagonista per Pieces of a Woman
- Premio Emmy
  - 2018 – Candidatura alla miglior attrice non protagonista in una serie drammatica per The Crown
- Screen Actors Guild Award
  - 2017 – Candidatura al miglior cast in una serie drammatica per The Crown
  - 2021 – Candidatura alla miglior attrice cinematografica per Pieces of a Woman

## Doppiatrici italiane
Nelle versioni in italiano delle opere in cui ha recitato, Vanessa Kirby è stata doppiata da:
- Francesca Manicone in Questione di tempo, The Frankenstein Chronicles, Io prima di te, Pieces of a Woman, The Son, Napoleon, Eden
- Valentina Favazza in Mission: Impossible - Fallout, Mission: Impossible - Dead Reckoning, La notte arriva sempre
- Domitilla D'Amico in Grandi speranze
- Ilaria Latini in Jupiter - Il destino dell’universo
- Emanuela D'Amico in Everest
- Martina Felli in Kill Command
- Jolanda Granato in The Crown
- Chiara Gioncardi in Fast & Furious - Hobbs & Shaw
- Gaia Bolognesi ne Il mondo che verrà
- Gea Riva ne I Fantastici Quattro - Gli inizi

Da doppiatrice è sostituita da:
- Valentina Favazza in Mission: Impossible - The Final Reckoning